# После топора
«После топора» (англ. After the Axe) — канадский фильм режиссёра Стурла Гуннарссона (англ. Sturla Gunnarsson). Фильм исследует психологию уволенных менеджеров и новую отрасль по реабилитации таких людей.

## Сюжет
Уилсон, директор по маркетингу, уволен из продовольственной компании после пятнадцати лет хорошей службы. Потеряв статус и безопасность, он довольствуется ролью зависимого мужа, вынужден терпеть возмущение собственных детей и избегание бывших коллег.

## В ролях
- James B. Douglas — Бифф Уилсон
- Janine Manatis — жена
- Anne Christison — дочь
- Randy Solomon — сын
- Roger Mattiussi — рассказчик (голос)

Прочие:
- Eric Barton в роли самого себя (консультант по перемещению)
- Jim Paupst в роли самого себя
- Stanley Warshaw в роли самого себя (Forty Plus Club, N.Y.C.)

## Съёмочная группа
- Режиссёр: Стурла Гуннарссон (англ. Sturla Gunnarsson)
- Продюсеры: Стурла Гуннарссон, Стив Лукас (англ. Steve Lucas), Артур Хэммонд (англ. Arthur Hammond)
- Сценарист: Стив Лукас
- Композиторы: Патриция Каллен (англ. Patricia Cullen), Шэрон Смит (англ. Sharon Smith)
- Оператор: Андреас Поулсон (англ. Andreas Poulsson)

## Художественные особенности
Несмотря на то, что фильм номинировался на премию Оскар как документальный, его жанр ближе к docufiction. Главный герой и его семья — это вымышленные персонажи, чьи характеры придуманы кинематографистами в результате бесед с уволенными руководителями. Остальные бизнес-герои фильма — это представители канадского бизнес-сообщества, играющие самих себя.

## Награды
- «Silver CINDY Award»

Выездной — International CINDY Competition (9 октября 1982, Чикаго — США)
- «Blue Ribbon Award» — Категория: «Management Training»

Выездной — American Film and Video Festival (14-19 июня 1982, Нью-Йорк — США)
- «Golden Sheaf Award» — Категория: «Best Direction»

Yorkton Film Festival (2-8 ноября 1981, Йорктон — Канада)
- Номинации:
  - Номинация на премию «Оскар» в 1983 году в категории «Лучший документальный полнометражный фильм».
  - Номинация на премию Международного кинофестиваля в Чикаго в 1981 году в категории «Лучший документальный фильм».